# Балыков, Владимир Юрьевич
Владимир Юрьевич Балыков (род. 15 февраля 1991) — российский самбист, чемпион и призёр чемпионатов России, чемпион мира, Заслуженный мастер спорта России. Воспитанник Центра спортивной подготовки Пензенской области. Выступает в лёгкой (до 62 кг) первой полусредней (до 68 кг) весовых категориях. Тренируется под руководством отца, Заслуженного тренера РСФСР Юрия Алексеевича Балыкова. Представляет клуб «Динамо» (Пензенская область).

## Спортивные результаты
- Первенство Европы среди молодёжи 2009 года (Шяуляй) — [4];
- Первенство Европы среди молодёжи 2010 года, (Греция, Неа Моуданиа) — [5];
- Первенство мира среди молодёжи 2011 года (Рига) — [6];
- Чемпионат России по самбо 2011 года — ;
- Чемпионат России по самбо 2012 года — ;
- Кубок мира среди студентов 2012 года (Казань) — [7];
- Чемпионат России по самбо 2014 года — ;
- Чемпионат России по самбо 2017 года — ;